# Polinômio característico
Em álgebra linear, o polinômio característico de uma matriz {\displaystyle A_{n\times n}}  ou de um operador linear {\displaystyle A\in L(V,V)}  em um espaço vetorial {\displaystyle V} de dimensão finita {\displaystyle n} com base {\displaystyle C} é o polinômio:
{\displaystyle p_{A}(x)=\det[xI-A]_{C}}
em que {\displaystyle \det } é o determinante e {\displaystyle I} é a matriz identidade {\displaystyle n\times n} (ou o operador identidade). Este é um polinômio mônico de grau {\displaystyle n,} ou seja, o coeficiente do termo de maior grau é {\displaystyle 1.} Os autovalores de {\displaystyle A} são as raízes de seu polinômio característico.
O polinômio minimal de um operador linear A em L(V, V) é o polinômio mônico mA(x) de menor grau tal que {\displaystyle m_{A}(A)(v)=0,} {\displaystyle \forall v\in V.}

## Motivação
Uma matriz quadrada "A" é singular se, e somente se, 0 é um autovalor de A. Esta é, aliás, a principal técnica para descobrir se uma matriz é singular:
{\displaystyle \det \left(\lambda I-A\right)=0.}
Para uma matriz de ordem {\displaystyle n\times n}, o lado esquerdo desta equação é um polinômio de grau n na variável λ, denominado polinômio característico de A.
Alguns autores definem o polinômio característico como {\displaystyle \det \left(A-\lambda I\right)}. Tal polinômio difere do que foi apresentado neste artigo por um sinal (−1)n, e isso não faz diferença para propriedades como a de ter os autovalores de A como raízes; no entanto, a definição deste artigo sempre produz um polinômio mônico, enquanto que a definição alternativa só resulta em um polinômio mônico quando {\displaystyle n} é par.

## Exemplos
- Seja {\displaystyle A} uma matriz de ordem {\displaystyle 2\times 2} dada por {\displaystyle A={\begin{bmatrix}a_{11}&a_{12}\\a_{21}&a_{22}\end{bmatrix}}.} Então, seu polinômio característico é {\displaystyle {\begin{aligned}p_{A}(\lambda )&=\det \left(\lambda I-A\right)\\&=\det \left(\lambda {\begin{bmatrix}1&0\\0&1\end{bmatrix}}-{\begin{bmatrix}a_{11}&a_{12}\\a_{21}&a_{22}\end{bmatrix}}\right)\\&=\det \left({\begin{bmatrix}\lambda -a_{11}&-a_{12}\\-a_{21}&\lambda -a_{22}\end{bmatrix}}\right)\\&=\left[\left(\lambda -a_{11}\right)\left(\lambda -a_{22}\right)\right]-\left[a_{12}a_{21}\right]\\&=\lambda ^{2}-\left(a_{11}+a_{22}\right)\lambda +\left(a_{11}a_{22}-a_{12}a_{21}\right)\\&=\lambda ^{2}-{\text{tr}}(A)\lambda +\det(A)\end{aligned}},} em que {\displaystyle {\text{tr}}(A)} é o traço de {\displaystyle A.}
- Seja {\displaystyle \mho } uma matriz de ordem {\displaystyle 3\times 3}dada por: {\displaystyle \mho ={\begin{bmatrix}\mho _{11}&\mho _{12}&\mho _{13}\\\mho _{21}&\mho _{22}&\mho _{23}\\\mho _{31}&\mho _{32}&\mho _{33}\end{bmatrix}}}Então, seu polinômio característico é: {\displaystyle {\begin{aligned}p_{\mho }(\lambda )&=\det \left(\lambda I-\mho \right)\\&=\det \left(\lambda {\begin{bmatrix}1&0&0\\0&1&0\\0&0&1\end{bmatrix}}-{\begin{bmatrix}\mho _{11}&\mho _{12}&\mho _{13}\\\mho _{21}&\mho _{22}&\mho _{23}\\\mho _{31}&\mho _{32}&\mho _{33}\\\end{bmatrix}}\right)\\&=\det \left({\begin{bmatrix}\lambda -\mho _{11}&\mho _{12}&\mho _{13}\\\mho _{21}&\lambda -\mho _{22}&\mho _{23}\\\mho _{31}&\mho _{32}&\lambda -\mho _{33}\end{bmatrix}}\right)\\\end{aligned}}.}